# Ulsan-Munsu-Fußballstadion
Das Ulsan-Munsu-Stadion ist ein Fußballstadion in der südkoreanischen Stadt Ulsan. Es wurde von Dezember 1998 bis April 2001 für die Fußball-Weltmeisterschaft 2002 erbaut und bietet 44.466 Sitzplätze.
Es ist die Heimspielstätte des Fußballvereins Ulsan Hyundai FC.